# Efferia cannella
Efferia cannella este o specie de muște din genul Efferia, familia Asilidae. A fost descrisă pentru prima dată de Stanley Willard Bromley în anul 1934. Conform Catalogue of Life specia Efferia cannella nu are subspecii cunoscute.